# Red River (Mississippi)
De Red River is een zijrivier van de Mississippi. De rivier krijgt vorm als twee zijtakken, die ontspringen in de Texaanse Panhandle, samenvloeien. Vervolgens stroomt de rivier oostelijk en vormt ze de grens tussen Texas en Oklahoma en voor een korte tijd ook die tussen Texas en Arkansas. Bij Fulton, in Arkansas, buigt de rivier zuidelijk richting Louisiana waar ze uitmondt in (voornamelijk) de Atchafalaya River en de Mississippi. De totale lengte van de rivier is 2190 km. Haar naam verkreeg de rivier van de rode klei die de rivier afzet. Sinds 1943 wordt de Red River afgedamd door de Denison Dam, waardoor ze het stuwmeer Lake Texoma vormt, een groot waterreservoir van 360 km² op ongeveer 110 km ten noorden van Dallas.
- Bibliothèque nationale de France: cb12011209j (data)
- Gemeinsame Normdatei: 4267240-5
- Library of Congress Control Number: sh85112080
- Nationale Bibliotheek van Israël: 987007565864605171
- Virtual International Authority File: 247749245